# Satellite Award per la migliore sceneggiatura originale
Il Satellite Award per la miglior sceneggiatura originale è un riconoscimento annuale dei Satellite Awards, consegnato dall'International Press Academy.

## Vincitori e candidati
I vincitori sono indicati in grassetto.

### Anni 1990
1997
- Stella solitaria (Lone Star) - John Sayles
- Larry Flint - Oltre lo scandalo (The People vs. Larry Flynt) - Scott Alexander e Larry Karaszewski
- Fargo - Ethan e Joel Coen
- Shine- Jan Sardi
- Lama tagliente (Sling Blade) - Billy Bob Thornton

1998
- Will Hunting - Genio ribelle (Good Will Hunting) - Ben Affleck e Matt Damon
- Boogie Nights - L'altra Hollywood (Boogie Nights) - Paul Thomas Anderson
- Full Monty - Squattrinati organizzati (The Full Monty) - Simon Beaufoy
- La mia regina (Mrs. Brown) - Jeremy Brock
- Titanic - James Cameron

1999
- Pleasantville - Gary Ross
- American History X - David McKenna
- Central do Brasil - Marcos Bernstein e João Emanuel Carneiro
- Salvate il soldato Ryan (Saving Private Ryan) - Robert Rodat
- Shakespeare in Love - Marc Norman e Tom Stoppard

### Anni 2000
2000
- Il sesto senso (The Sixth Sense) - M. Night Shyamalan
- American Beauty - Alan Ball
- Essere John Malkovich (Being John Malkovich) - Charlie Kaufman
- Magnolia - Paul Thomas Anderson
- Three Kings - David O. Russell and John Ridley
- A Walk on the Moon - Complice la luna (A Walk on the Moon) - Pamela Gray

2001
- Conta su di me (You Can Count on Me) - Kenneth Lonergan
- Quasi famosi (Almost Famous) - Cameron Crowe
- Billy Elliot - Lee Hall
- Erin Brockovich - Forte come la verità (Erin Brockovich) - Susannah Grant
- Hollywood, Vermont. (State and Main) - David Mamet

2002
- Monster's Ball - L'ombra della vita (Monster's Ball) - Milo Addica e Will Rokos
- Memento - Christopher Nolan
- Moulin Rouge! - Baz Luhrmann e Craig Pierce
- The Others - Alejandro Amenábar
- Sexy Beast - L'ultimo colpo della bestia (Sexy Beast) - Louis Mellis e David Scinto

2003
- Parla con lei (Hable con ella) - Pedro Almodóvar
- Tutto o niente (All or Nothing) - Mike Leigh
- Lontano dal paradiso (Far from Heaven) - Todd Haynes
- The Good Girl - Mike White
- Igby Goes Down - Burr Steers
- Lovely & Amazing - Nicole Holofcener

2004
- Lost in Translation - L'amore tradotto (Lost in Translation) - Sofia Coppola
- 21 grammi (21 Grams) - Guillermo Arriaga
- The Cooler- Frank Hannah e Wayne Kramer
- Kill Bill: Volume 1 (Kill Bill: Vol. 1) - Quentin Tarantino and Uma Thurman
- Station Agent (The Station Agent) - Thomas McCarthy
- Thirteen - 13 anni (Thirteen) - Catherine Hardwicke e Nikki Reed

2005 (gennaio)
- Ray - James L. White
- The Aviator - John Logan
- Collateral - Stuart Beattie
- Hotel Rwanda - Terry George e Keir Pearson
- Kinsey - Bill Condon
- Le avventure acquatiche di Steve Zissou (The Life Aquatic With Steve Zissou) - Wes Anderson e Noah Baumbach

2005 (dicembre)
- Good Night, and Good Luck. - George Clooney e Grant Heslov
- Crash - Contatto fisico (Crash) - Paul Haggis e Robert Moresco
- Happy Endings - Don Roos
- 9 vite da donna (Nine Lives) - Rodrigo García
- Il calamaro e la balena (The Squid and the Whale) - Noah Baumbach
- The War Within - Ayad Akhtar, Joseph Castelo e Tom Glynn

2006
- The Queen - La regina (The Queen) - Peter Morgan
- Babel - Guillermo Arriaga e Alejandro González Iñárritu
- I tempi che cambiano (Les temps qui changent) - Pascal Bonitzer, Laurent Guyot e André Téchiné
- Casa de Areia - Luiz Carlos Barreto, Elena Soarez e Andrucha Waddington
- Volver - Pedro Almodóvar
- Il vento che accarezza l'erba (The Wind That Shakes the Barley) - Paul Laverty

2007
- Juno – Diablo Cody
- Onora il padre e la madre (Before the Devil Knows You're Dead) – Kelly Masterson
- La promessa dell'assassino (Eastern Promises) – Steve Knight
- Lars e una ragazza tutta sua (Lars and the Real Girl) – Nancy Oliver
- Sguardo nel vuoto (The Lookout) – Scott Frank
- Michael Clayton – Tony Gilroy

2008
- L'ospite inatteso (The Visitor) - Thomas McCarthy
- Australia- Baz Luhrmann
- Frozen River - Fiume di ghiaccio (Frozen River) - Courtney Hunt
- Milk - Dustin Lance Black
- Sette anime (Seven Pounds) - Grant Nieporte

2009
- (500) giorni insieme ((500) Days of Summer) - Scott Neustadter e Michael H. Weber
- A Serious Man - Ethan Coen e Joel Coen
- Bright Star - Jane Campion
- The Hurt Locker - Mark Boal
- Up - Bob Peterson e Pete Docter

### Anni 2010
2010
- Il discorso del re (The King's Speech) - David Seidler
- Biutiful - Alejandro González Iñárritu, Armando Bo e Nicolás Giacobone
- Get Low - Chris Provenzano e C. Gaby Mitchell
- I ragazzi stanno bene (The Kids Are All Right) - Lisa Cholodenko e Stuart Blumberg
- Inception - Christopher Nolan
- The Eclipse - Conor McPherson e Billy Roche
- Toy Story 3 - La grande fuga (Toy Story 3) - Michael Arndt, Andrew Stanton, Lee Unkrich e John Lasseter

2011
- Terrence Malick - The Tree of Life
- John Michael McDonagh - Un poliziotto da happy hour (The Guard)
- Abi Morgan e Steve McQueen - Shame
- Rene Feret - Mozart's Sister (Nannerl, la soeur de Mozart)
- Paddy Considine - Tirannosauro (Tyrannosaur)
- Michel Hazanavicius - The Artist

2012
- Mark Boal - Zero Dark Thirty
- Éric Toledano e Olivier Nakache - Quasi amici - Intouchables (Intouchables)
- John Gatins - Flight
- Kim Ki-Duk - Pietà
- Roman Coppola e Wes Anderson - Moonrise Kingdom - Una fuga d'amore (Moonrise Kingdom)
- Paul Thomas Anderson - The Master

2013/2014
- David O. Russell e Eric Singer - American Hustle - L'apparenza inganna (American Hustle)
- Nicole Holofcener - Non dico altro (Enough Said)
- Ethan Coen e Joel Coen - A proposito di Davis (Inside Llewyn Davis)
- Woody Allen - Blue Jasmine
- Spike Jonze - Lei (Her)
- Kelly Marcel e Sue Smith - Saving Mr. Banks

2015
- Dan Gilroy - Lo sciacallo - Nightcrawler (Nightcrawler)
- Paul Webb - Selma - La strada per la libertà (Selma)
- Alejandro González Iñárritu, Alexander Dinelaris, Armando Bo, Nicolas Giabone - Birdman
- Richard Linklater - Boyhood
- Ira Sachs, Mauricio Zacharias - I toni dell'amore - Love Is Strange (Love Is Strange)
- Christopher Miller, Phil Lord - The LEGO Movie

2016
- Tom McCarthy e Josh Singer - Il caso Spotlight (Spotlight)
- Michael A. Lerner e Oren Moverman - Love & Mercy
- Pete Docter, Meg LeFauve e Josh Cooley - Inside Out
- Andrea Berloff e Jonathan Herman - Straight Outta Compton
- Ethan Coen, Joel Coen e Matt Charman - Il ponte delle spie (Bridge of Spies)
- Abi Morgan - Suffragette

2017
- Barry Jenkins e Tarell Alvin McCraney – Moonlight
- Matt Ross – Captain Fantastic
- Taylor Sheridan – Hell or High Water
- Damien Chazelle – La La Land
- Yorgos Lanthimos e Euthymīs Filippou – The Lobster
- Kenneth Lonergan – Manchester by the Sea

2018
- Martin McDonagh - Tre manifesti a Ebbing, Missouri (Three Billboards Outside Ebbing, Missouri)
- Christopher Nolan - Dunkirk
- Sean Baker e Chris Bergoch - Un sogno chiamato Florida (The Florida Project)
- Jordan Peele - Scappa - Get Out (Get Out)
- Greta Gerwig - Lady Bird
- Guillermo del Toro e Vanessa Taylor - La forma dell'acqua - The Shape of Water (The Shape of Water)

2019
- Alfonso Cuarón – Roma
- Bo Burnham – Eighth Grade - Terza media (Eighth Grade)
- Deborah Davis e Tony McNamara – La favorita (The Favourite)
- John Krasinski, Scott Beck e Bryan Woods – A Quiet Place - Un posto tranquillo (A Quiet Place)
- Paul Schrader – First Reformed - La creazione a rischio (First Reformed)
- Nick Vallelonga, Brian Hayes Currie e Peter Farrelly – Green Book

### Anni 2020
2020
- Noah Baumbach – Storia di un matrimonio (Marriage Story)
- Pedro Almodóvar – Dolor y gloria
- Bong Joon-ho – Parasite (Gisaengchung)
- Jez Butterworth, John-Henry Butterworth e Jason Keller – Le Mans '66 - La grande sfida (Ford v Ferrari)
- Quentin Tarantino – C'era una volta a... Hollywood (Once Upon a Time... in Hollywood)
- Lulu Wang – The Farewell - Una bugia buona (The Farewell)

2021
- Emerald Fennell - Una donna promettente (Promising Young Woman)
- Lee Isaac Chung - Minari
- Pete Docter, Mike Jones e Kemp Powers - Soul - Quando un'anima si perde (Soul)
- Jack Fincher - Mank
- Andy Siara - Palm Springs - Vivi come se non ci fosse un domani (Palm Springs)
- Aaron Sorkin - Il processo ai Chicago 7 (The Trial of the Chicago 7)

2022
- Kenneth Branagh - Belfast
- Zach Baylin - Una famiglia vincente - King Richard (King Richard)
- Mike Mills - C'mon C'mon
- Asghar Farhadi - Un eroe (Qahremān)
- Paul Thomas Anderson - Licorice Pizza
- Pedro Almodóvar - Madres paralelas

2023
- Martin McDonagh - Gli spiriti dell'isola (The Banshees of Inisherin)
- Lukas Dhont e Angelo Tijssens - Close
- Daniel Kwan e Daniel Scheinert - Everything Everywhere All at Once
- Steven Spielberg e Tony Kushner - The Fabelmans
- Todd Field - Tár
- Ruben Östlund - Triangle of Sadness

2024
- Bradley Cooper e Josh Singer - Maestro
- Justine Triet e Arthur Harari - Anatomia di una caduta (Anatomie d'une chute)
- David Hemingson - The Holdovers - Lezioni di vita (The Holdovers)
- Samy Burch - May December
- Celine Song - Past Lives
- Greta Gerwig e Noah Baumbach - Barbie